# Neolithobius arkansensis
Neolithobius arkansensis är en mångfotingart som beskrevs av Chamberlin 1944. Neolithobius arkansensis ingår i släktet Neolithobius och familjen stenkrypare. Inga underarter finns listade i Catalogue of Life.